# ژورا بارسقیان
ژورا آرشاکی بارسقیان (ارمنی: Ժորա Արշակի Բարսեղյան؛ زادهٔ ۶ اوت ۱۹۴۶) نقاش اهل ارمنستان است.

## زندگی‌نامه
وی در ۶ اوت ۱۹۴۶ در سارچاپت به دنیا آمد و از آکادمی امپریال هنر فارغ‌التحصیل گشت. وی برنده جوایزی همچون مدال موسس خورناتسی است.